# Piros sötétkosbor
A piros sötétkosbor (Nigritella rubra) a kosborfélék családjába tartozó orchideae növény nemzetség tagja. Erdélyben a Keleti és a Nyugati-Kárpátok mészköves hegységeiben alhavasi és havasi kaszálók, ritka védett növénye. A gyimesi csángók Szent Péter virágának nevezik.

## Rendszertani helyzete
A Nigritella nemzetség kialakulása a jégkorszakba nyúlik vissza, harmadidőszaki maradványfajok, melyek reliktumendemizmusoknak számítanak. Ez azt jelenti, hogy a fajok a jégtakaró visszahúzódása után találkoztak a mai diploid fajok őseivel és létrehoztak új, tetraploid fajokat, így a piros sötétkosbort is. Korábban két fajt tartott számon a természettudomány, a fekete (Nigritella nigra) és a piros (Nigritella rubra) sötétkosborokat. A fajok molekuláris vizsgálatai alapján azonban megállapították, hogy az orchideák tulajdonképpen egy poliploid összest alkotnak, melyhez öt diploid (2n = 40 kromoszómás), egy triploid (120 kromoszómás), hét tetraploid (160 kromoszómás) és egy pentaploid (200 kromoszómás) faj és alfaj tartozik. Mindezek Európa magashegységeinek növényei. Az erdélyi havasokban 3 faj található: a diploid, piros-rózsaszínű kárpáti sötétkosbor (Nigritella carpatica) a Máramarosi-havasokban, a tetraploid, bíborszínű Nigritella rubra a Keleti és Nyugati-Kárpátok mészköves hegységeiben, illetve az ugyancsak tetraploid, sötétszínű Nigritella nigra a Déli-Kárpátokban.

## Leírása
A fekete sötétkosborhoz hasonlít, de attól magassága (3-5 centiméterrel kisebb) és virágának színezete különbözteti meg. Poliploid faj, ezért csak ritkán hoz létre életképes magvakat. Rovarok végzik a beporzását és nagyszámú kisméretű magjai a szél segítségével kerülnek a termőhelyükre. Évelő növény gumói 2-3 osztatúak és hosszúkásak. Felálló 10–25 cm magasra növő lágy szára van. Levelei szálasak, csatornásak, kissé húsosak és csupaszok. Virágzata gömbös, majd gömbös-kúpos alakú. A virágai bíborpiros színűek, vonzóak, kellemes vaníliaillatot árasztanak. Július-augusztus hónapokban nyílik.

## Előfordulása
A Keleti-Alpok és a Kárpátok mészkő alapkőzetű hegyvonulatainak sziklás helyeit kedveli. A havasi és az alhavasi övezetek rétjein, kaszálóin található meg, 1500–2600 m tengerszint feletti magasságban. Hivatalosan jelzett előfordulási helyei Erdélyben a Likaskő, a Nagyhagymás, az Öcsém vonulatai, Csíkszentdomokos, a Gyilkos-tó környéke, a Tölgyes, az Aranyos völgye, a Gyalui-havasok és a Csíki-havasok.

## Ajánlott irodalom
- Rácz János. Növények enciklopédiája. Tinta Könyvkiadó (2010). ISBN 9639902403
- Venczel Márton - Sófalvi István. A nyugati szigethegység világa.. Nagyvárad (2008)

### A piros sötétkosbor leírásával foglalkozó internetes források
- Nigritella rubra ( Wettst. ) K.Richt. (angol nyelven). The International Plant Names Index IPNI. (Hozzáférés: 2010. augusztus 28.)
- Nigritella rubra K. Richt. (angol nyelven). Tropicos. (Hozzáférés: 2010. augusztus 28.)
- Nigritella rubra (angol nyelven). ZipcodeZoo.com. [2013. január 5-i dátummal az eredetiből archiválva]. (Hozzáférés: 2010. augusztus 28.)
- Nigritella miniata (Crantz) Janchen (olasz nyelven). fungoceva.it. (Hozzáférés: 2010. augusztus 28.)
- Nigritella rubra subsp. rubra (Wettst.) K.Richt. 1890 (olasz nyelven). G.I.R.O.S.. (Hozzáférés: 2010. augusztus 28.)[halott link]